# Province de Kibungo
La province de Kibungo était, de 2002 à 2006, l'une des 12 provinces du Rwanda (ces entités étaient appelées, avant la réforme administrative de 2002, des « préfectures »). Kibungo en était la « capitale » (ou, parfois, selon certains textes officiels rwandais, le « chef-lieu »).
La réforme territoriale du 1er janvier 2006 l'a fait disparaître en la fusionnant avec la province de l'Umutara et le Bugesera (une partie de la province de Kigali rural), 
donnant ainsi naissance à une nouvelle Province de l'Est. 

### Articles liés
- Provinces du Rwanda
- Anciennes structures administratives du Rwanda (jusqu'au 1er janvier 2006)